# Judy Moody
Judy Moody es una serie de libros para niños, escritos por Megan McDonald e ilustrados por Peter H. Reynolds. Cuentan las aventuras de Judy Moody, una niña en busca de diversión constantemente,  que vive con su particular familia en una ciudad de Virginia y que ha tenido un gran éxito, que continúa expandiéndose con nuevos libros que saca su autora, además de una película, eventos y artículos de los personajes.

## Personajes
- Judy Moody: Es una niña simpatica, una niña de 9 años con un carácter muy variable, de ahí Moody(Mood en inglés es Humor), que busca la manera de divertirse de forma original y extravangante. Posee un anillo que cambia de color según su humor y vive con sus padres y hermano en el estado de Virginia. Le gusta hablar mezclando y creando sus propias palabras. Su cumpleaños es el 1° de abril, y su color favorito, el púrpura. También, le encanta coleccionar todo tipo de cosas.
- James "Stink" Moody: Es el hermano menor de Judy, es hiperactivo y difiere en muchas cosas con su hermana, pero al igual que ella, busca hacer cosas divertidas para pasar el rato. Cree en Pie Grande y está dispuesto a encontrarlo. Es bueno en matemática, y le gusta dibujar cómics.
- Kate y Richard Moody: Los padres de Judy y Stink. Ella los llama "de la vieja eskuela" pero agradables.
- Frank Pearl: Uno de los mejores amigos de Judy. Desde que bailaron juntos el Baile en torno al Árbol no ha dejado a Judy sola, siendo su amigo más fiel.
- Señor Todd: Alias Sr Sapo, es según Judy, el mejor maestro de tercer grado del mundo, y un gran fan de los crayones. Dicen que si interrumpes su clase, te puede enviar a la Antártida.
- Amy Namey: Una chica reportera que siempre masca chicle y usa anteojos.
- Chloe: Una estudiante del Colegio Colonial y la tutora de Judy,. Ella puede ponerte en una buena "matitud".
- Tori: Es una niña de Inglaterra que Judy conoció cuando estaba en Boston. Una coleccionista como ella que también habla de forma graciosa.
- Mouse y Toady: Las mascotas de la familia y de Stink, respectivamente. Mouse es un gato que le gustan las bananas aplastadas y las pilas de ropa para lavar. Toady es un sapo y además la mascota del Club TPH

## Película
En 2011 se estrenó una película llamada Judy Moody y un Verano que promete protagonizada por Jordana Beatty como Judy, Parris Mosteller como Stink, y Heather Graham como la Tía Opal que venía de visita para el verano, mientras los padres de los chicos se iban a visitar a los abuelos y Judy planea con sus amigos una gran apuesta por ver quien tiene el verano más épico de todos.